# Avesnes-le-Comte
Pour les articles homonymes, voir Avesnes (homonymie) et Comte (homonymie).
Ne doit pas être confondu avec Avesnes, Avesnes-lès-Bapaume ou Avesnes-sur-Helpe.
Avesnes-le-Comte est une commune française située dans le département du Pas-de-Calais en région Hauts-de-France. Ses habitants sont appelés les Avesnois.
La commune est le siège de la communauté de communes des Campagnes de l'Artois qui regroupe 96 communes et compte 33 141 habitants en 2021.

## Géographie

### Localisation
Localisée dans le sud-est du département du Pas-de-Calais, Avesnes-le-Comte est une commune rurale de l'Artois, pays picard dans le Pas-de-Calais, située, à vol d'oiseau, à 17 km à l'ouest de la commune d'Arras (chef-lieu d'arrondissement et préfecture du Pas-de-Calais).
Le territoire de la commune est limitrophe de ceux de sept communes.
Les communes limitrophes sont Noyelle-Vion, Barly, Sombrin, Beaufort-Blavincourt, Fosseux, Grand-Rullecourt et Hauteville.

### Géologie et relief
La superficie de la commune est de 9,38 km2 ; son altitude varie de 99  à   154 mètres.

### Hydrographie
Le territoire de la commune est situé dans le bassin Artois-Picardie. Elle n'est drainée par aucun cours d'eau,.

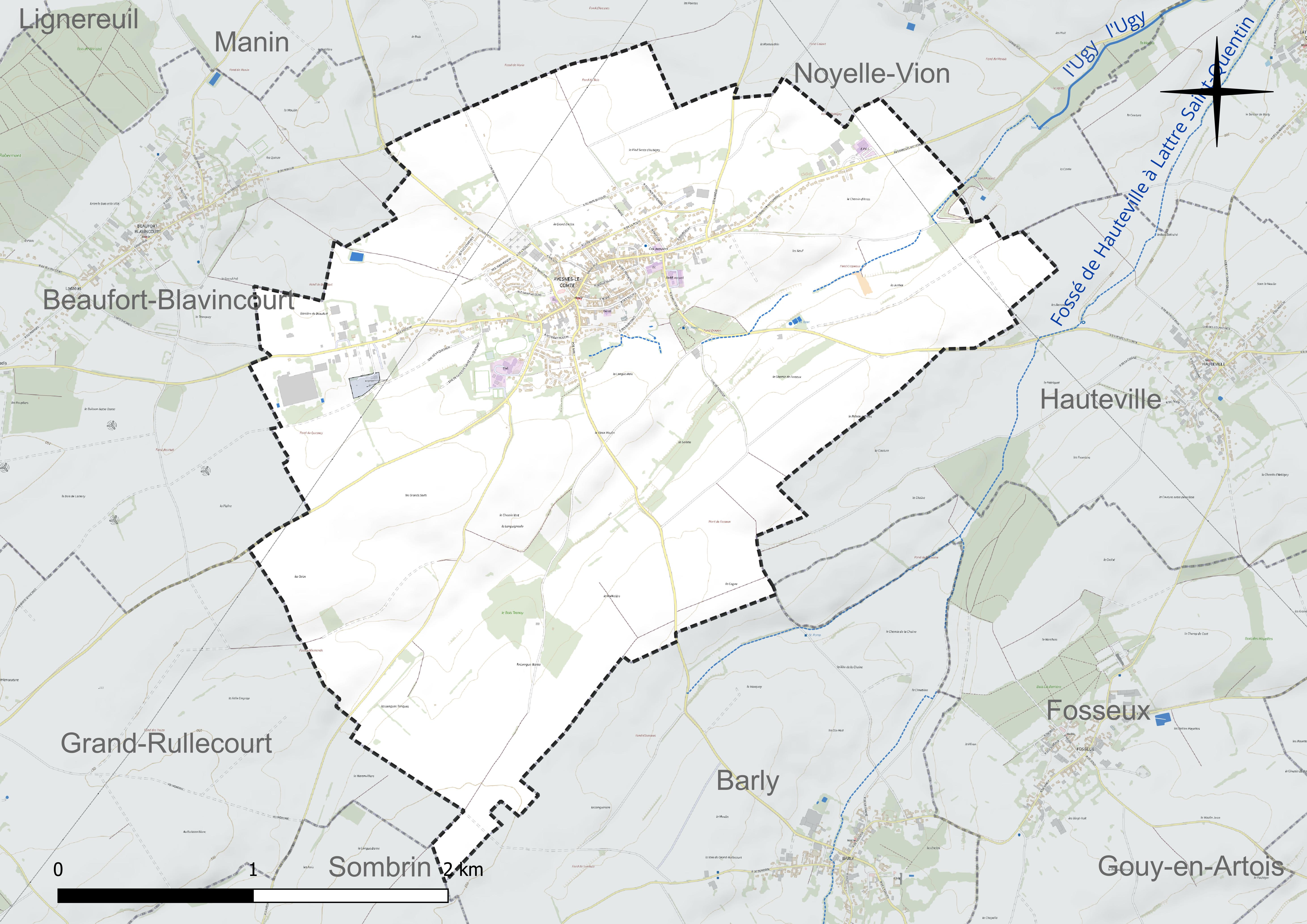
Réseau hydrographique d'Avesnes-le-Comte.

### Climat
Pour des articles plus généraux, voir Climat des Hauts-de-France et Climat du Pas-de-Calais.
En 2010, le climat de la commune est de type climat océanique dégradé des plaines du Centre et du Nord, selon une étude du CNRS s'appuyant sur une série de données couvrant la période 1971-2000. En 2020, Météo-France publie une typologie des climats de la France métropolitaine dans laquelle la commune est exposée à un climat océanique et est dans une zone de transition entre les régions climatiques « Nord-est du bassin Parisien » et « Côtes de la Manche orientale ».
Pour la période 1971-2000, la température annuelle moyenne est de 10,1 °C, avec une amplitude thermique annuelle de 14 °C. Le cumul annuel moyen de précipitations est de 827 mm, avec 12,7 jours de précipitations en janvier et 9,3 jours en juillet. Pour la période 1991-2020, la température moyenne annuelle observée sur la station météorologique la plus proche, située sur la commune de Saulty à 7 km à vol d'oiseau, est de 10,4 °C et le cumul annuel moyen de précipitations est de 899,7 mm,. Pour l'avenir, les paramètres climatiques de la commune estimés pour 2050 selon différents scénarios d'émission de gaz à effet de serre sont consultables sur un site dédié publié par Météo-France en novembre 2022.

### Paysages
Pour un article plus général, voir Paysage en France.
La commune s’inscrit dans les « paysages des grandes plaines arrageoises et cambrésiennes » tels qu'ils sont définis dans l'atlas de paysages de la région Nord-Pas-de-Calais, conçu par la direction régionale de l'Environnement, de l'Aménagement et du Logement (DREAL),.
Ces « paysages des grandes plaines arrageoises et cambrésiennes », qui concernent 238 communes, sont constitués de 80,36 % de cultures, de 8,01 % d'espaces artificialisés avec les communes principales de Cambrai, Caudry, Bapaume et Avesnes-le-Comte, de 7,25 % de prairies naturelles, permanentes, de 3,19 % de forêts et de milieux semi-naturels, 0,77 % de friches industrielles, de 0,38 % de cours d'eau et plan d'eau et de 0,04 % d’espaces industriels. Ces paysages sont dominés par les « grandes cultures » de céréales et de betteraves industrielles qui représentent 70 % de la surface agricole utilisée (SAU).

## Urbanisme

### Typologie
Au 1er janvier 2024, Avesnes-le-Comte est catégorisée bourg rural, selon la nouvelle grille communale de densité à sept niveaux définie par l'Insee en 2022.
Elle est située hors unité urbaine. Par ailleurs la commune fait partie de l'aire d'attraction d'Arras, dont elle est une commune de la couronne,. Cette aire, qui regroupe 163 communes, est catégorisée dans les aires de 50 000 à moins de 200 000 habitants,.

### Occupation des sols
L'occupation des sols de la commune, telle qu'elle ressort de la base de données européenne d'occupation biophysique des sols Corine Land Cover (CLC), est marquée par l'importance des territoires agricoles (85,7 % en 2018), en diminution par rapport à 1990 (88,5 %). La répartition détaillée en 2018 est la suivante : 
terres arables (77 %), zones urbanisées (14,3 %), prairies (8,7 %). L'évolution de l'occupation des sols de la commune et de ses infrastructures peut être observée sur les différentes représentations cartographiques du territoire : la carte de Cassini (XVIIIe siècle), la carte d'état-major (1820-1866) et les cartes ou photos aériennes de l'IGN pour la période actuelle (1950 à aujourd'hui).

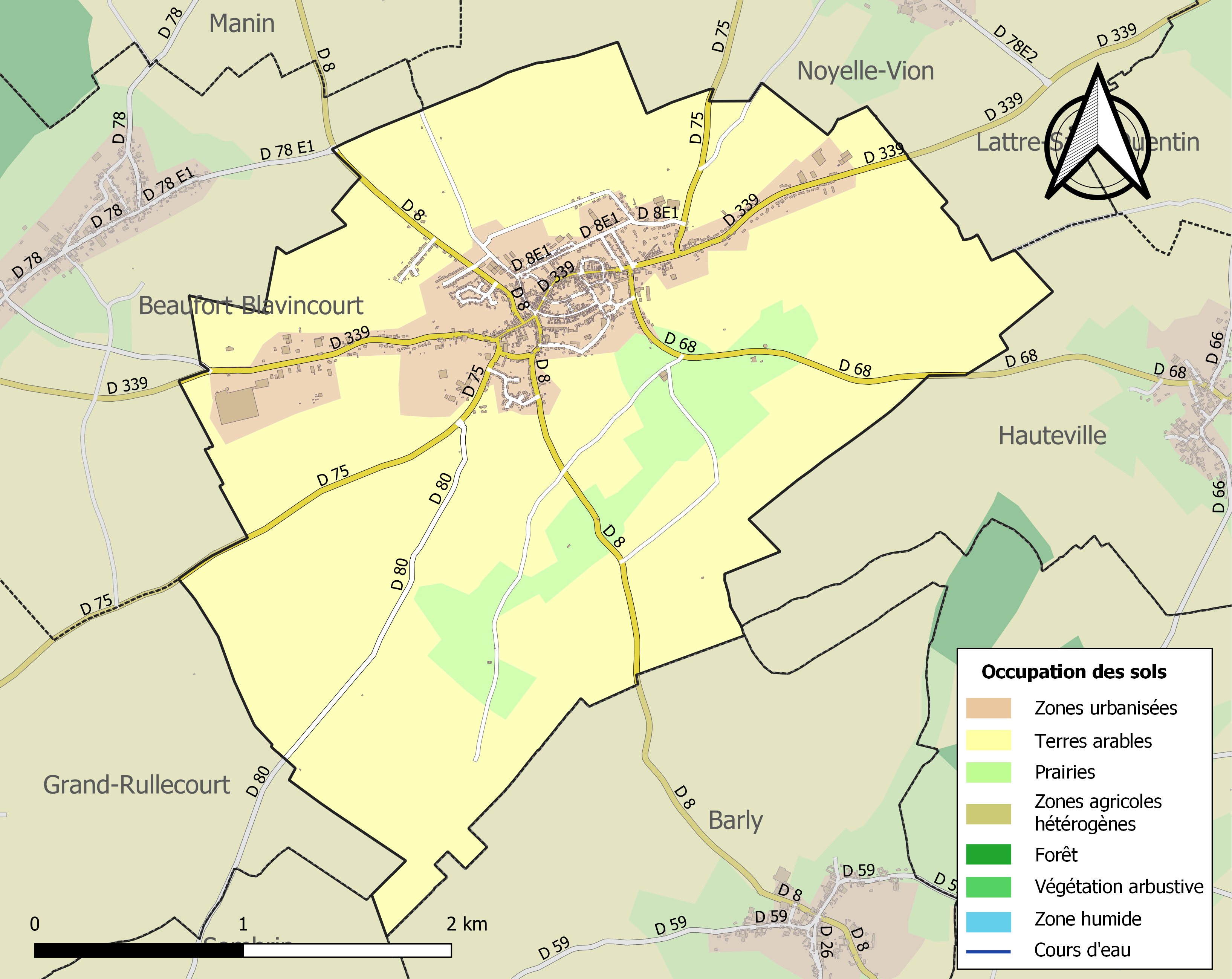
Carte des infrastructures et de l'occupation des sols de la commune en 2018 (CLC).

### Voies de communication et transports

#### Transport ferroviaire

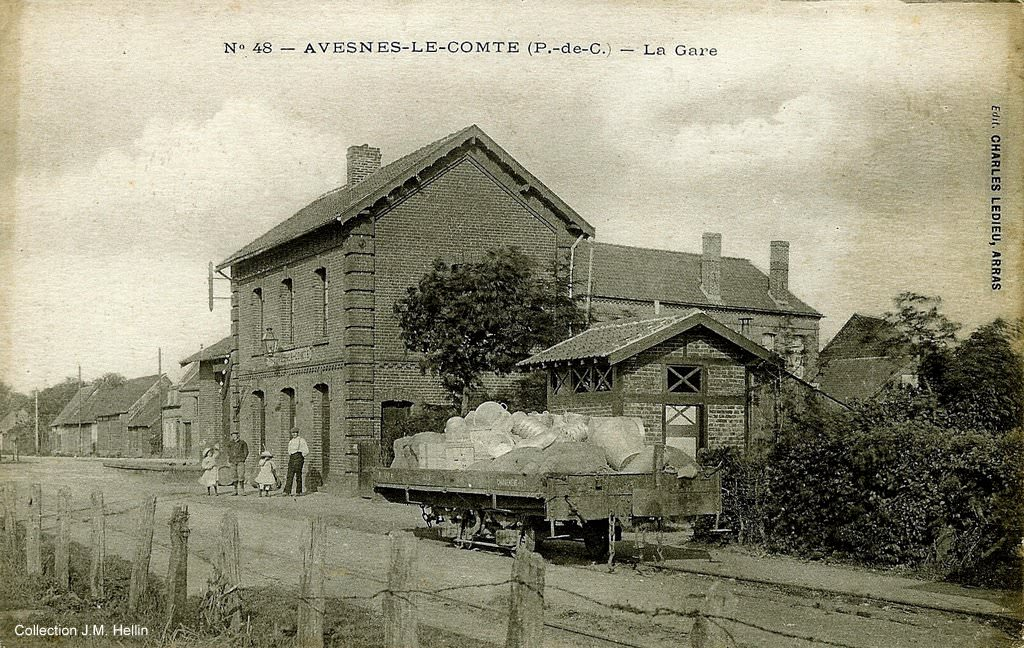
L'ancienne gare.

Autrefois, la commune disposait d'une gare ferroviaire, la gare d'Avesnes-le-Comte, mise en service en 1895, était située sur la ligne de chemin de fer secondaire de Lens à Frévent de la société des Chemins de fer économiques du Nord (CEN). Elle est fermée en 1948 lors de la suppression de la ligne puis démolie et son emplacement est actuellement occupé par le bureau de poste de la commune.

## Toponymie

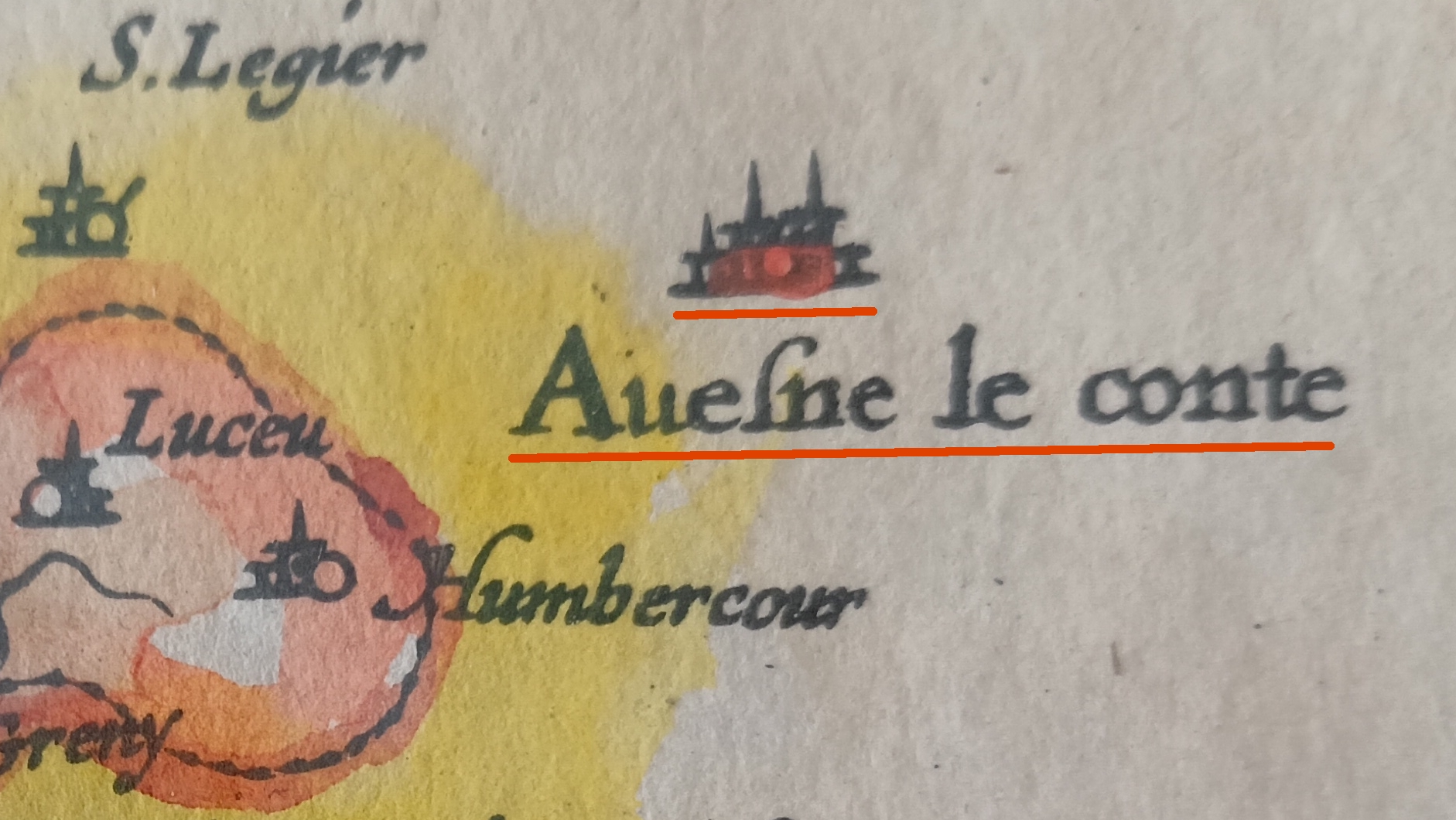
Avesnes-le-Comte sur une carte de la Picardie de 1620.

Le nom de la localité est attesté sous les formes Avennæ (1190) ; Avelnes (1206) ; Aveniæ (1240) ; Avesnæ (1253) ; « Avesnæ domini comitis Pontivensis » (XIIIe siècle) ; Avesnes (1287) ; Avennes (1300) ; Avenes (1310) ; Avennæ Comitis (1315) ; Avesnez (1389) ; Avesnes-l'Égalité (1793).
Voir Avesnes
Durant la Révolution, la commune porte le nom d'Avesne-l'Égalité.

## Histoire
Antoine de Beauffort, seigneur sur la commune actuelle d'Avesnes-le-Comte, trouve la mort à la bataille d'Azincourt en 1415.
Le comte de Ponthieu administre, ici, seulement une fraction de l'ancien pagus Pontivensis, soit l'équivalent d'une petite châtellenie.

## Politique et administration

### Découpage territorial
La commune se trouve dans l'arrondissement d'Arras du département du Pas-de-Calais.

#### Commune et intercommunalités
La commune est membre de la communauté de communes des Campagnes de l'Artois.

#### Circonscriptions administratives
La commune est rattachée au canton d'Avesnes-le-Comte.

#### Circonscriptions électorales
Pour l'élection des députés, la commune fait partie de la première circonscription du Pas-de-Calais.

### Élections municipales et communautaires

#### Liste des maires
| Période                                  | Période                       | Identité          | Étiquette       | Qualité                                                                              |
| ---------------------------------------- | ----------------------------- | ----------------- | --------------- | ------------------------------------------------------------------------------------ |
| Les données manquantes sont à compléter. |                               |                   |                 |                                                                                      |
| 1919                                     | 1925                          | Charlemagne Brocq |                 | Brasseur, cultivateur                                                                |
| Les données manquantes sont à compléter. |                               |                   |                 |                                                                                      |
| 1929                                     | 1945                          | Charlemagne Brocq |                 | Brasseur, cultivateur Conseiller général d'Avesnes-le-Comte (1926 → 1940)            |
| 1945                                     |                               | Albert Derbécourt |                 | Cultivateur Maire de Coullemont (1929 → 1939)                                        |
| mars 1965                                | mars 1971                     | Michel Galy       |                 |                                                                                      |
| mars 1971                                | mars 1989                     | Louis Petit       | CD puis UDF-CDS | Antiquaire et agent d'assurances Conseiller général d'Avesnes-le-Comte (1967 → 2004) |
| mars 1989                                | avril 2014                    | Jean Picqué       | PS              | Instituteur et directeur d'école puis secrétaire de mairie retraité                  |
| avril 2014                               | 3 juillet 2020                | Albert Decoin     | DVG             | Ancien vérificateur des services distribution-acheminement de La Poste               |
| 3 juillet 2020                           | En cours (au 31 janvier 2020) | Sébastien Bertout | DVG             | Profession intermédiaire administrative et commerciale des entreprises,              |

## Équipements et services publics

### Justice, sécurité, secours et défense
La commune dépend du tribunal judiciaire d'Arras, du conseil de prud'hommes d'Arras, de la cour d'appel de Douai, du tribunal de commerce d'Arras, du tribunal administratif de Lille, de la cour administrative d'appel de Douai et du tribunal pour enfants d'Arras.

## Population et société

### Démographie
Les habitants de la commune sont appelés les Avesnois'.

#### Évolution démographique
L'évolution du nombre d'habitants est connue à travers les recensements de la population effectués dans la commune depuis 1793. Pour les communes de moins de 10 000 habitants, une enquête de recensement portant sur toute la population est réalisée tous les cinq ans, les populations de référence des années intermédiaires étant quant à elles estimées par interpolation ou extrapolation. Pour la commune, le premier recensement exhaustif entrant dans le cadre du nouveau dispositif a été réalisé en 2008.

En 2022, la commune comptait 1 817 habitants, en évolution de −6,87 % par rapport à 2016 (Pas-de-Calais : −0,72 %, France hors Mayotte : +2,11 %).
| 1793  | 1800  | 1806  | 1821  | 1831  | 1836  | 1841  | 1846  | 1851  |
| ----- | ----- | ----- | ----- | ----- | ----- | ----- | ----- | ----- |
| 1 154 | 1 221 | 1 271 | 1 286 | 1 279 | 1 270 | 1 335 | 1 307 | 1 497 |

| 1856  | 1861  | 1866  | 1872  | 1876  | 1881  | 1886  | 1891  | 1896  |
| ----- | ----- | ----- | ----- | ----- | ----- | ----- | ----- | ----- |
| 1 519 | 1 518 | 1 477 | 1 484 | 1 551 | 1 553 | 1 496 | 1 495 | 1 551 |

| 1901  | 1906  | 1911  | 1921  | 1926  | 1931  | 1936  | 1946  | 1954  |
| ----- | ----- | ----- | ----- | ----- | ----- | ----- | ----- | ----- |
| 1 549 | 1 544 | 1 563 | 1 539 | 1 426 | 1 331 | 1 326 | 1 361 | 1 366 |

| 1962  | 1968  | 1975  | 1982  | 1990  | 1999  | 2006  | 2008  | 2013  |
| ----- | ----- | ----- | ----- | ----- | ----- | ----- | ----- | ----- |
| 1 388 | 1 424 | 1 490 | 1 835 | 2 011 | 1 983 | 2 061 | 2 083 | 1 998 |

| 2018  | 2022  | - | - | - | - | - | - | - |
| ----- | ----- | - | - | - | - | - | - | - |
| 1 853 | 1 817 | - | - | - | - | - | - | - |

#### Pyramide des âges
En 2018, le taux de personnes d'un âge inférieur à 30 ans s'élève à 35,8 %, soit en dessous de la moyenne départementale (36,7 %). À l'inverse, le taux de personnes d'âge supérieur à 60 ans est de 26,3 % la même année, alors qu'il est de 24,9 % au niveau départemental.
En 2018, la commune comptait 911 hommes pour 942 femmes, soit un taux de 50,84 % de femmes, légèrement inférieur au taux départemental (51,5 %).
Les pyramides des âges de la commune et du département s'établissent comme suit.
| Hommes | Classe d’âge | Femmes |
| ------ | ------------ | ------ |
| 0,2    | 90 ou +      | 1,2    |
| 4,8    | 75-89 ans    | 7,6    |
| 18,8   | 60-74 ans    | 19,9   |
| 21,2   | 45-59 ans    | 18,8   |
| 18,6   | 30-44 ans    | 17,4   |
| 17,6   | 15-29 ans    | 15,7   |
| 18,9   | 0-14 ans     | 19,4   |

| Hommes | Classe d’âge | Femmes |
| ------ | ------------ | ------ |
| 0,5    | 90 ou +      | 1,6    |
| 5,6    | 75-89 ans    | 8,9    |
| 16,7   | 60-74 ans    | 18,1   |
| 20,2   | 45-59 ans    | 19,2   |
| 18,9   | 30-44 ans    | 18,1   |
| 18,2   | 15-29 ans    | 16,2   |
| 19,9   | 0-14 ans     | 17,9   |

### Sports et loisirs

#### Sentier de randonnée
Le sentier de grande randonnée GR 121, reliant Wavre, en région Région wallonne (Belgique) à Boulogne-sur-Mer, dans le département du Pas-de-Calais (France), traverse le territoire communal.

## Économie

### Revenus de la population et fiscalité
En 2019, dans la commune, il y a 804 ménages fiscaux qui comprennent 1 869 personnes pour un revenu médian disponible par unité de consommation de 19 150 euros, soit inférieur au revenu médian de la France métropolitaine qui est de 21 930 euros,.

## Culture locale et patrimoine

### Lieux et monuments

#### Monuments historiques

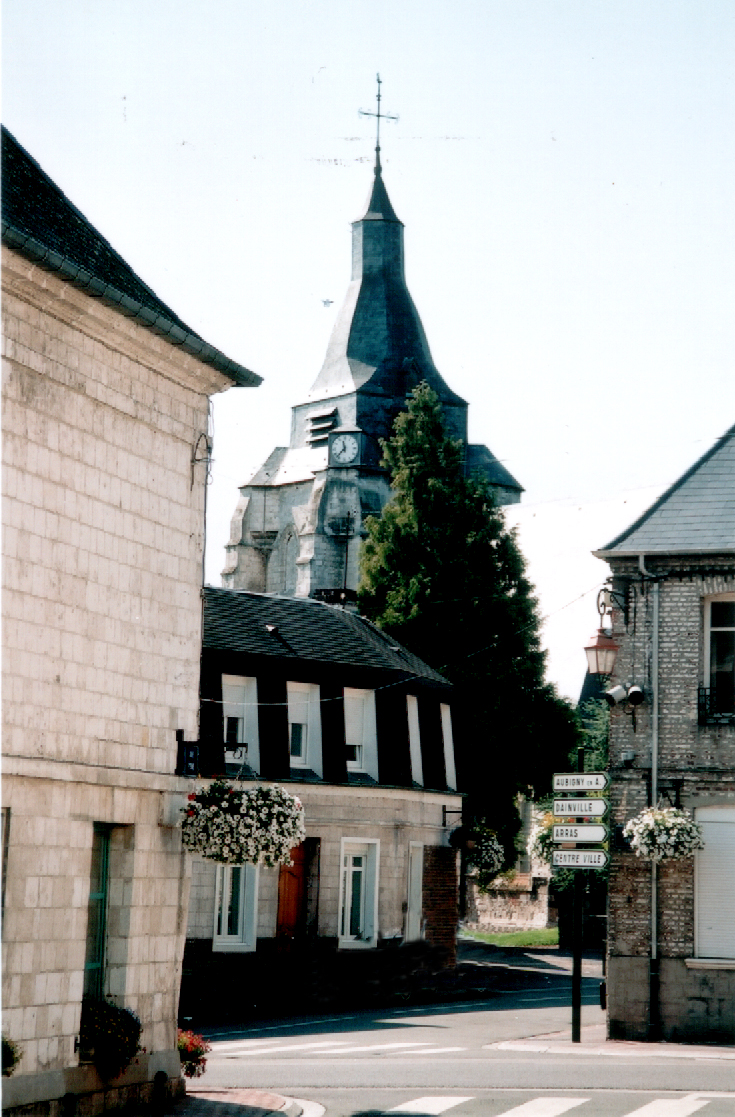
L'église Saint-Nicolas.

- L'église Saint-Nicolas, dédiée à Nicolas de Myre. Cette église fortifiée s'élève dans le bas de l'agglomération, au milieu du jardin d'agrément qui a remplacé le cimetière. À l'exception d'un petit chœur du XIIe siècle, elle remonte à la reconstruction opérée vers 1574 par Adrien Morel, seigneur de Tangry, chevalier du Conseil d'Artois ; elle a été classée au titre des monuments historiques depuis le 18 octobre 1910[35].
- Le clocher-porche de l'église, d'aspect massif, est cantonné d'échauguettes placées sur les contreforts d'angle. Ceux-ci ont dû être renforcés au XVIIe siècle, lors de la construction d'une flèche de pierre qui s'effondra en 1736. Le porche, qui ne possède que les amorces de sa voûte, est encadré de niches vides supportées par de curieuses colonnes spiralées ornées de fleurs.
- L'ancien cimetière autour de l'église a été classé au titre des monuments historiques depuis le 2 septembre 1937[36].

#### Autres lieux et monuments
- Un réseau de souterrains a été découvert. Ces muches avaient certainement une liaison avec celles des villages voisins de Gouy-en-Artois et de Saulty.
- La stèle des déportés commémorant la déportation de 4 avesnois le 15 mars 1944, situé à l'angle de la rue Neuve et de la rue des Déportés.
- Le monument aux morts[37].

### Personnalités liées à la commune
- André Biguet (1892-1918), poète né dans la commune, figure parmi les 560 écrivains morts pour la France au Panthéon.

### Héraldique
|  | Les armes d'Avesnes-le-Comte se blasonnent ainsi : « D'azur semé de fleurs de lys d'or au lambel du même brochant sur le tout. » |

## Pour approfondir